# Jamais sans mon anus
Jamais sans mon anus (en version originale : Terrance and Phillip in Not Without My Anus) est le premier épisode de la deuxième saison appartenant à la série télévisée d'animation américaine South Park, ainsi que le quatorzième épisode de l'émission. Il a initialement été diffusé sur la chaîne télévisée Comedy Central aux États-Unis le 1er avril 1998. L'épisode met en avant deux personnages secondaires, Terrance et Philippe, un duo de Canadiens, tentant de sauver leur pays contre Saddam Hussein. Cependant, ce plan a été partiellement organisé à leur insu par leur rival, Scott, un critique pour un magazine agacé par leur humour déplacé uniquement composée de pets. Le script de cet épisode a été rédigé par les cocréateurs de la série, Trey Parker et Matt Stone, en compagnie de la scénariste Trisha Nixon. Cet épisode est d'ailleurs le préféré de Parker et Stone.
L'épisode est en réalité un poisson d'avril spécialement diffusé pour les téléspectateurs de South Park, qui avaient attendu de connaître l'identité du véritable père de Cartman en réponse au suspense durant la fin du dernier épisode de la première saison intitulé La mère de Cartman est une folle du cul. Ce poisson d'avril a été mal perçu par les téléspectateurs et 2 000 courriers électroniques de mécontentement ont été envoyés à Comedy Central durant sa semaine de diffusion. Par conséquent, la date de diffusion de l’épisode suivant intitulé La mère de Cartman est toujours une folle du cul a été avancée. Jamais sans mon anus a été moyennement accueilli, notamment par certains commentateurs qui ont critiqué Parker et Stone pour avoir « dupé » les téléspectateurs. D'autres ont salué leur courage d'avoir pris ce risque.

## Scénario
L'épisode débute avec une annonce que les téléspectateurs ont attendu de voir pendant quatre semaines pour savoir finalement qui est le père d'Eric Cartman, mais il est annoncé que la vérité ne sera pas révélée ; à la place, un programme spécial intitulé Jamais sans mon anus avec Terrance et Philippe est diffusé. Un titre apparait souhaitant aux téléspectateurs un joyeux poisson d'avril. La première scène de l'épisode se déroule dans un palais de justice au Canada, dans lequel Terrance est jugé pour le meurtre d'un docteur nommé Jeffrey O'Dwyer ; Philippe prend le rôle de l'avocat de Terrance, tandis que leur rival, Scott, qui en veut depuis longtemps au duo pour son humour déplacé, agit en tant que procureur. Scott expose devant la cour des pièces à conviction tels qu'un marteau, un morceau du t-shirt de Terrance, ainsi qu'un poème prouvant sa culpabilité, tandis que la défense du parti adverse est uniquement constituée de pets et de blagues décalées. En dernier ressort, le jury déclare Terrance non coupable. Furieux, Scott promet alors de se venger et reçoit par la suite un appel du dictateur irakien Saddam Hussein qui lui propose un marché : il souhaiterait aider Scott à faire déguerpir Terrance et Philippe hors du Canada, en échange d'un passage de lui et de ses soldats irakiens au Canada. Scott, se méfiant de Saddam, accepte malgré tout le marché. Saddam monte un plan pour enlever Sally, la petite fille de Terrance et de Céline Dion pour l'emmener jusqu'à Téhéran (en Iran) ; les soldats de Saddam n'auraient plus qu'à tuer Terrance et Philippe à leur arrivée en Irak.
Terrance et Philippe prennent conscience du kidnapping de Sally après avoir lu une lettre recommandée qu'il viennent de recevoir ; ils partent rapidement pour Téhéran, localisent Sally, et la ramènent saine et sauve au Canada, pays désormais sous le contrôle de Saddam. L'ex-femme de Terrance, Céline Dion, est désormais amoureuse d'un ami du duo surnommé Bob le Moche, qui l'a mise enceinte. Tandis que le couple s'explique sur leur relation, Saddam les interrompt, les prend en otages et prévoit de faire chanter l'hymne national irakien à Céline Dion durant le match « Roughrider - Rough Rider ». Scott est également soucieux de la présence irakienne au Canada, mais il est furieux d'apprendre que Terrance et Philippe sont revenus indemnes de leur voyage en Iran. Par la suite, il est révélé que Saddam veut prendre possession du Canada en tant que première étape dans sa domination mondiale. Terrance et Philippe arrivent au stade. Ils suivent un plan différent de celui de Scott, qui était d'attacher une bombe au duo et la faire exploser pour tuer Saddam et ses soldats. Dans un élan d'effort, le public pète avec force dans le stade et arrive à tuer Saddam et ses soldats. Scott arrive, ennuyé de voir le duo vivant, mais il admet que ce sont les pets qui ont sauvé le Canada. Terrance, Philippe, Céline et tout le monde (excepté Scott) célèbre sa liberté en chantant l'hymne canadien Ô Canada.

## Production

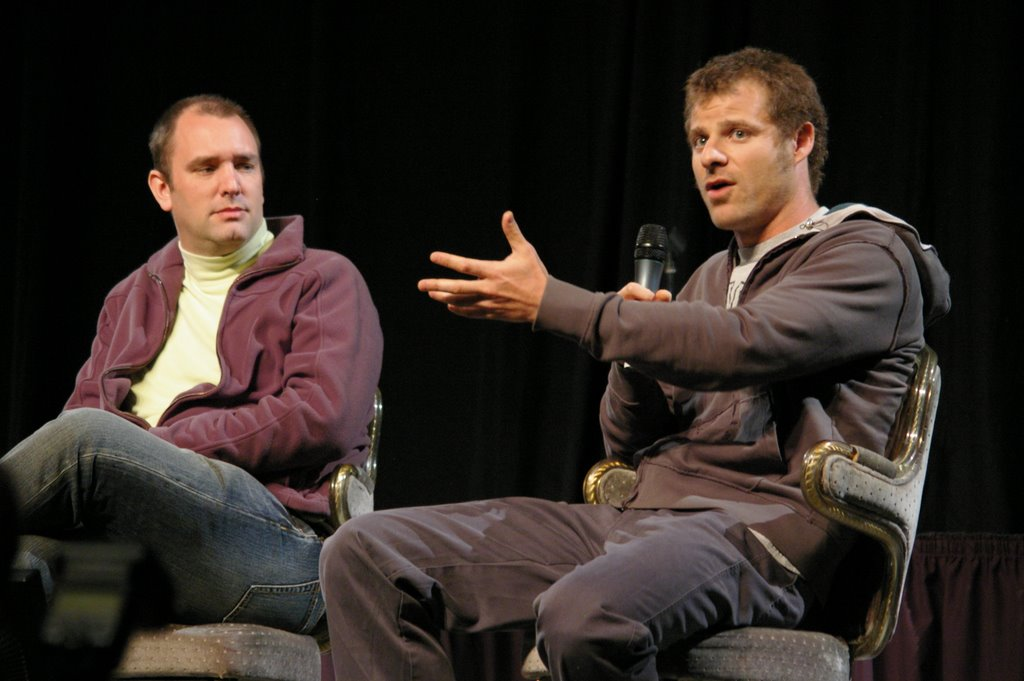
Les cocréateurs de la série Parker (à gauche) et Stone, coscénariste de Jamais sans mon anus (à droite).

Le scénario de Jamais sans mon anus a été rédigé par Trisha Nixon, en compagnie des cocréateurs de South Park Trey Parker et Matt Stone, puis réalisé par Parker. Cet épisode est le tout premier de la deuxième saison et également le premier épisode à se focaliser uniquement sur Terrance et Philippe, deux personnages fictifs de l'émission South Park,. Le titre ainsi que le scénario de l'épisode parodient ceux du film Jamais sans ma fille diffusé en 1991 avec l'actrice Sally Field.

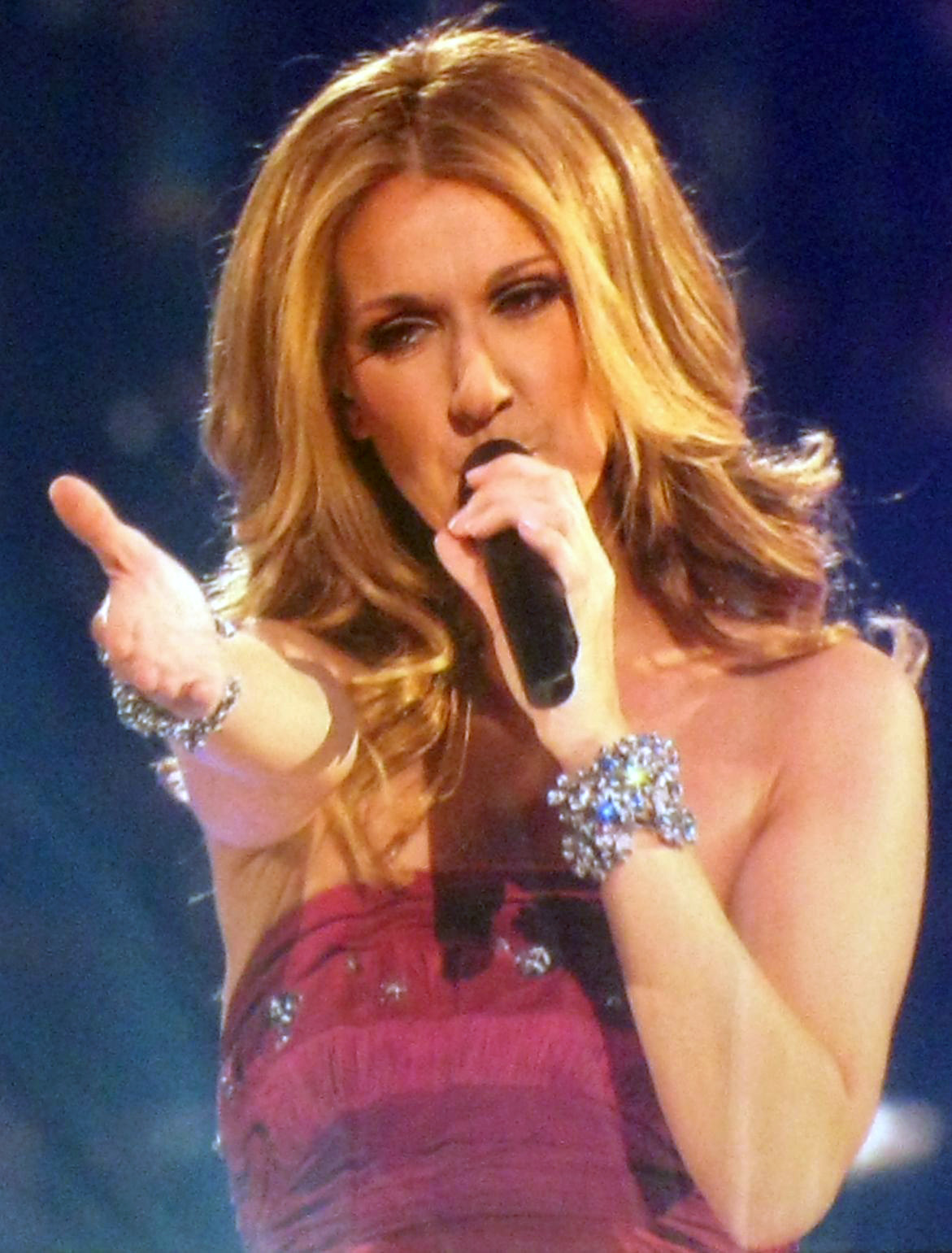
La chanteuse Céline Dion a été parodiée dans cet épisode.

L'épisode, diffusé pour la première fois le 1er avril 1998, était un poisson d'avril de Parker et Stone spécialement diffusé pour les téléspectateurs de South Park, qui attendaient impatiemment l'identité du vrai père de Cartman en réponse au suspens durant la fin du dernier épisode de la première saison intitulé La mère de Cartman est une folle du cul. À la place, Parker et Stone ont présenté un épisode se focalisant uniquement sur Terrance et Philippe, sans aucune référence avec l'histoire du père de Cartman. 2 000 plaintes ont été envoyés par courrier électronique de la part de fans mécontents à la chaîne Comedy Central durant la semaine de diffusion et des médias ont rapporté que certains fans harbored a grudge contre l'émission plus de cinq ans après la diffusion de cet épisode. Lors d'une entrevue avec Matt Stone dans le magazine Entertainment Weekly, il répond aux fans « If you get that pissed off because you don't know who a little construction paper kid's father is, then there's really something wrong with you. ». Comedy Central prévoyait au départ de diffuser La mère de Cartman est toujours une folle du cul, l'épisode révélant la véritable identité du père de Cartman, le 20 mai 1998, mais la diffusion a été avancée au 22 avril 1998, en raison du mécontentement des fans,. 
De nombreux critiques et standards[Quoi ?] de South Park ont noté l'humour vulgaire de Jamais sans mon anus ; The Sydney Morning Herald note que l'épisode contient un total de 29 blagues sur les pets en l'espace de 22 minutes. Global Television Network au Canada n'a rapporté aucune plainte en rapport avec l'épisode plus d'une semaine après sa diffusion ; 

## Accueil
Les critiques sont partagés concernant le poisson d'avril présenté par Parker et Stone.

## Média
Jamais sans mon anus a été commercialisé aux États-Unis sur cassette vidéo le 15 juin 1999. Il a également été commercialisé en DVD avec le reste de sa saison en juin 2003.